# Liga Nacional de Basquete
A Liga Nacional de Basquete (LNB) foi fundada em 1º de agosto de 2008, reunindo as principais lideranças e os mais representativos clubes do basquete brasileiro, com o objetivo de reconduzir o esporte ao posto de segundo mais popular do Brasil, atrás apenas do futebol.
Criada por 20 clubes fundadores, a liga é inspirada nos moldes da NBA e é reconhecida pela FIBA (a Federação Internacional de Basquete) como a liga de basquete do Brasil. O basquete é um dos esportes mais populares do Brasil, sendo que a seleção já foi uma das principais da modalidade.
Ao contrário de ligas anteriormente criadas, como a NLB e a ACBB, a Liga Nacional de Basquete tem a chancela da CBB, que a partir de então passa a cuidar apenas das seleções principais e de base. É uma liga organizada pelos próprios clubes e federações, em uma parceria com a Rede Globo.
A logomarca utilizada pela liga foi criada em um contexto de reformas, para ser uma marca forte, bem resolvida e familiar à cultura do basquete.

## Campeonatos organizados pela LNB
A principal competição organizada pela LNB é o Novo Basquete Brasil (NBB), uma competição que substituiu o Campeonato Nacional de Basquete a partir de 2009. Até 2019 haviam sido organizadas 11 edições da liga, sendo o Flamengo o maior campeão, com seis títulos.
A Liga Nacional também criou o Torneio Interligas de Basquetebol em 2010, que é uma competição amistosa que reúne equipes das ligas profissionais de basquete do Brasil (Liga Nacional de Basquete) e da Argentina (Asociación de Clubes de Básquetbol). O torneio teve três edições entre 2010 e 2012, retornando ao calendário de competições em 2019.
No ano seguinte, 2011, a Liga também criou a Liga de Desenvolvimento Olímpico, atual Liga de Desenvolvimento do Basquete (LDB), um campeonato que é disputado por atletas sub-22 que conta com as equipes do NBB e outras equipes que formam atletas por todo o Brasil, com as partidas sendo realizadas por grupos em todo o Brasil. A partir da edição de 2017, a LDB passou a ser uma competição Sub-20. Em 2018, para valorizar ainda mais a LDB, a LNB criou a Taça Interligas de Desenvolvimento, que colocou em disputa o campeão da LDB com o vencedor da Liga de Desarrollo (equivalente da LDB na Argentina). Em maio de 2019 foi anunciado que a participação na LDB passaria a ser obrigatória para todos os clubes participantes do NBB.
Em 2014, foi a vez da Liga criar a Liga Ouro de Basquete, uma divisão de acesso ao NBB com o intuito de fortalecer ainda mais o basquete brasileiro e integrar cada vez mais clubes à LNB. Na primeira edição participaram somente quatro equipes, Campo Mourão, Lins Basquete, Rio Claro e Sport, o campeão ganhou vaga para o NBB. Entre 2014 e 2019 foram seis edições do torneio, com seis campeões diferentes. A partir de 2020 a Liga Ouro será substituída pelo Campeonato Brasileiro de Clubes, organizado pela CBB.
Em 2018, foi criada a Copa Super 8, um torneio de mata-mata que reúne os oitos melhores colocados do primeiro turno do NBB.

## Presidentes da LNB[11]
2009 – 2012 - Kouros Monadjemi
2013 – 2016 - Cássio Roque
2016 – 2018 - João Fernando Rossi
2018 – atual - Kouros Monadjemi